# Clifton James
Clifton James; właśc. George Clifton James (ur. 29 maja 1920 w Spokane w stanie Waszyngton, zm. 15 kwietnia 2017 w Gladstone w stanie Oregon) – amerykański aktor filmowy i telewizyjny.
Wystąpił w brawurowej roli szeryfa ze stanu Luizjana w dwóch filmach z bondowskiej serii: Żyj i pozwól umrzeć (1973; reż. Guy Hamilton) i Człowiek ze złotym pistoletem (1974; reż. Guy Hamilton). Jako szeryf J.W. Pepper stał się jednym z najsłynniejszych bohaterów filmów o agencie 007. Podobne role stworzył później w filmach: Express Srebrna Strzała (1976; reż. Arthur Hiller) i Superman II (1980; reż. Richard Donner i Richard Lester). Gościnnie pojawił się w serialach telewizyjnych; m.in.: Bonanza, Dallas, Drużyna A, Autostrada do nieba, Napisała: Morderstwo.
James w czasie II wojny światowej przez 5 lat służył w armii amerykańskiej. W latach 1942–45 brał udział w walkach na Pacyfiku. Odznaczony: Srebrną Gwiazdą, Brązową Gwiazdą i dwoma Purpurowymi Sercami.
Jego małżeństwo z Laurie Harper trwało ponad 60 lat. Miał sześcioro dzieci; dochował się także czternaściorga wnucząt.
Zmarł w swoim domu 15 kwietnia 2017 w wieku 96 lat w następstwie powikłań cukrzycowych.

## Filmografia
Filmy:
- Próba terroru (1962) jako kpt. Moreno
- David i Liza (1962) jako John
- Zaproszenie dla rewolwerowca (1964) jako Tuttle
- Obława (1966) jako Lem Brewster
- Nieugięty Luke (1967) jako Carr
- Will Penny (1968) jako Catron
- Koniokrady (1969) jako Butch Lovemaiden
- ...tick...tick...tick... (1970) jako D.J. Rankin
- Nowi centurionowie (1972) jako Whitey
- Ostatnie zadanie (1973) jako starszy oficer na statku
- Przyjdzie na pewno (1973) jako Pat McGloin
- Uśmiechnięty gliniarz (1973) jako oficer Jim Maloney
- Żyj i pozwól umrzeć (1973) jako szeryf J.W. Pepper
- Człowiek ze złotym pistoletem (1974) jako szeryf J.W. Pepper
- Britannic w niebezpieczeństwie (1974) jako Corrigan
- Pocałunki z Hongkongu (1975) jako Bill
- Rancho Deluxe (1975) jako John Brown
- Śmiertelna wieża (1975) jako kpt. Fred Ambrose
- Express Srebrna Strzała (1976) jako szeryf Oliver Chauncey
- Caboblanco (1980) jako Lorrimer
- Superman II (1980) jako szeryf
- Nietykalni (1987) jako prokurator okręgowy
- Ośmiu z zespołu (1988; lub inny tytuł – Spisek ośmiu) jako Charles „Commie” Comiskey
- Diablica (1989) jako ojciec Boba
- Fajerwerki próżności (1990) jako Albert Fox
- Na granicy (1996) jako mjr. Hollis Pogue
- Miasto słońca (2002) jako Buster Bidwell
- Zrzęda (2006) jako Ed McIvor

Seriale TV:
- Gunsmoke (1955-75) – różne role w 5 odcinkach
- Bonanza (1959-73) jako  Lawson/Mr. Quarry (gościnnie, 1968 i 1971)
- Mannix (1967-75) jako Barney Ford (gościnnie, 1968)
- Ironside (1967-75) jako Frank Bollo (gościnnie, 1969)
- Wszystkie moje dzieci (1970−2011) jako Red Kilgren (Kris Kringle) (gościnnie w odc. z 1996)
- Quincy (1976-83) jako Cliff Webb (gościnnie, 1980)
- Diukowie Hazzardu (1979-85) jako szeryf Lester Crabb (gościnnie, 1980)
- Drużyna A (1983-87) jako Warden Beale/szeryf Jake Dawson (gościnnie, 1983)
- Autostrada do nieba (1984-89) jako Nick Claybourne (gościnnie, 1984)
- Napisała: Morderstwo (1984-96) jako Ray Dressler (gościnnie, 1988)
- Dallas (1978-91) jako książę Carlisle (gościnnie w 4 odcinkach z 1990)